# 西岸寺 (野田市)
西岸寺（さいがんじ）は、千葉県野田市にある浄土宗の寺院。

## 歴史
1352年（文和元年）、霊仙によって開山された。その後に寺運衰微したが、弘治年間（1555年 - 1558年）に岌弁によって中興された。岌弁は埼玉県越谷市にある林西寺の住職であり、呑竜の師となった僧侶である。この時に「霊仙院」から「元致山霊仙院西岸寺」に改称した。岌弁の後を継いだ呑竜の伝手もあり、江戸幕府より寺領が与えられている。
1979年（昭和54年）に本堂が再建され、1999年（平成11年）に鐘楼と呑龍堂が建てられている。

## 交通アクセス
- 路線バス川間小学校入口停留所より徒歩3分。